# Szekeres Ferenc (karnagy)
Szekeres Ferenc (Murakeresztúr, 1927 – Budapest, 2009. augusztus 30.) magyar karnagy, a Budapesti Madrigálkórus alapítója, a nemzetközi Vivaldi-kutatás egyik jeles személyisége.

## Élete
Ének-zenetanári oklevelét a Liszt Ferenc Zeneművészeti Főiskolán szerezte Budapesten, ezután Franco Ferrara mesterkurzusain tanult Rómában.
A Zeneakadémia gyakorlóiskoláját is vezette. A hazai és nemzetközi zenei életben egyaránt kiemelkedő kutatásokat végzett.
1957-ben megalapította a Budapesti Madrigálkórust, ennek tagjaival reneszánsz, illetve barokk oratóriumokat és kórusműveket rögzített, közülük Vivaldi Juditha Triumphans és Haydn Il ritorno di Tobia című művéért elnyerte a Francia Akadémia nagydíját.
A magyar zenei életben végzett tevékenységért – Kodály kórusműveinek és a kortárs szerzők alkotásainak megszólaltatásáért – a Magyar Köztársasági Érdemrend lovagkeresztjével tüntették ki.
50 éves kórusvezetői munkásságáról, valamint a hozzá kapcsolódó együttesről a Holnap Kiadó 2008-ban könyvet jelentetett meg Madrigáltörténet címmel.

## Díjai
- az Olasz Köztársaság Lovagrendje, a Vivaldi-életmű feltárásáért
- a Magyar Köztársasági Érdemrend lovagkeresztje
- a Francia Akadémia nagydíja, Vivaldi Juditha Triumphans és Haydn Il ritorno di Tobia című művéért